# 1984

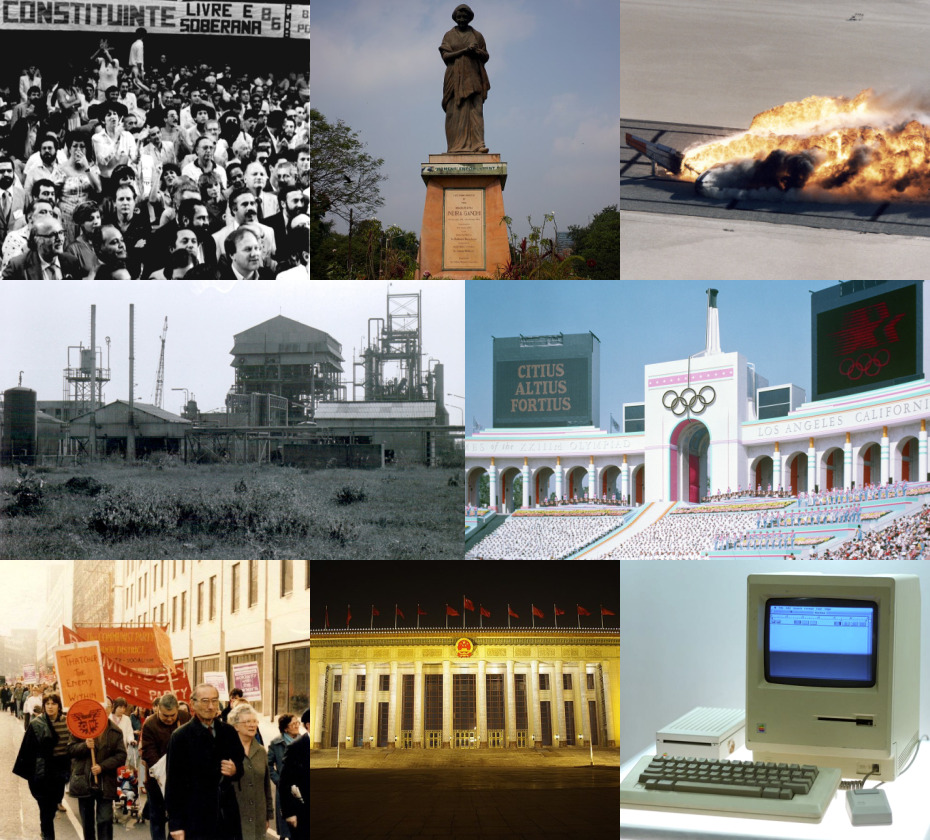

1984 (MCMLXXXIV) là một năm nhuận bắt đầu vào Chủ nhật của lịch Gregory, năm thứ 1984 của Công nguyên hay của Anno Domini, the năm thứ 984  của thiên niên kỷ 2, năm thứ 84  của thế kỷ 20, và năm thứ  5   của thập niên 1980. 

## Sự kiện

### Tháng 1
- 1 tháng 1: 
  - Leon Schlumpf trở thành tổng thống Thụy Sĩ
  - Đảo chính của giới quân đội tại Lagos, Nigeria.
  - Brunei tuyên bố độc lập. Sau khi độc lập, Brunei gia nhập và trở thanh thành viên thứ sáu của ASEAN.
- 19 tháng 1: Hoa Kỳ đưa Iran vào danh sách các quốc gia tài trợ khủng bố.

### Tháng 3
- 23 tháng 3: Các nhà vật lý học tại Darmstadt, Đức tìm ra nguyên tố 108.

### Tháng 5
- 3 tháng 5: Công ty phần cứng máy tính Dell được thành lập.[1]

### Tháng 6
- 16 tháng 6: Cirque du Soleil thành lập.

### Tháng 9
- 2 tháng 9: Bão "Ike" gây thiệt hại nặng tại Philippines, 1.400 người chết

### Tháng 12
- 3 tháng 12: Tai họa khí độc của nhà máy hóa học tại Bhopal, Ấn Độ, khoảng 4500 người chết.

## Sinh

### Tháng 1
- 1 tháng 1:
  - Paolo Guerrero, cầu thủ bóng đá Peru.
  - Dương Triệu Vũ, ca sĩ người Việt Nam.
- 2 tháng 1: Trần Hoàng Anh, ca sĩ người Việt Nam
- 3 tháng 1: 
  - Maya Ababadjani, nữ Diễn viên
  - Thu Thủy, nữ ca sĩ người Việt Nam, cựu thành viên nhóm nhạc nữ Mây Trắng, thành viên cựu nhóm nhạc nữ H.A.T
  - Lee Wan (Kim Hyung-soo), diễn viên người Hàn Quốc, em trai nữ diễn viên Kim Tae-hee, chồng của tay golf chuyên nghiệp Lee Bo-mee
- 7 tháng 1: 
  - Max Riemelt, Diễn viên Đức
  - Luke McShane, kiện tướng cờ vua Anh
  - Xavier Margairaz, cầu thủ bóng đá Thụy Sĩ
- 8 tháng 1: Kim Jong-un, chính trị gia, nhà lãnh đạo thứ ba của Bắc Triều Tiên.[2]
- 12 tháng 1: Chaunte Howard, nữ vận động viên điền kinh
- 13 tháng 1: Michael Ginsburg, Diễn viên Đức
- 15 tháng 1: Julia Palmer-Stoll, nữ Diễn viên Đức (m. 2005)
- 17 tháng 1: Tim Sebastian, cầu thủ bóng đá Đức
- 19 tháng 1: Thomas Vanek, vận động viên khúc côn cầu trên băng Áo
- 25 tháng 1: 
  - Robinho, cầu thủ bóng đá Brasil
  - Stefan Kießling, cầu thủ bóng đá Đức
- 31 tháng 1: 
  - Ulli Wanders, nữ ca sĩ Đức
  - Jeremy Wariner, vận động viên điền kinh Mỹ

### Tháng 2
- 5 tháng 2: Cedrick Makiadi, cầu thủ bóng đá Congo
- 5 tháng 2: Edgaras Česnauskis, cầu thủ bóng đá
- 6 tháng 2: Darren Bent, cầu thủ bóng đá Anh
- 9 tháng 2: Drago Papa, cầu thủ bóng đá Croatia
- 12 tháng 2: Arthur Gomez, cầu thủ bóng đá
- 18 tháng 2: Idriss Carlos Kameni, cầu thủ bóng đá
- 18 tháng 2: Nick McDonell, nhà văn Mĩ
- 21 tháng 2: David Odonkor, cầu thủ bóng đá Đức
- 23 tháng 2: Khương Dừa, nam Youtuber,MC,ca sĩ,diễn viên người Việt Nam
- 25 tháng 2: Xing Huina, nữ vận động viên điền kinh Trung Hoa, huy chương Thế Vận Hội
- 28 tháng 2: Karolína Kurková, người mẫu Séc

### Tháng 3
- 1 tháng 3: Patrick Helmes, cầu thủ bóng đá Đức
- 2 tháng 3: Elizabeth Jagger, người mẫu
- 11 tháng 3: Việt Khuê, biên tập viên, dẫn chương trình người Việt Nam, con trai của nhà toán học, nhà giáo ưu tú Nguyễn Hữu Việt Hưng
- 12 tháng 3: Shreya Ghoshal, nữ ca sĩ người Ấn Độ
- 20 tháng 3: Fernando Torres, cầu thủ bóng đá Tây Ban Nha
- 22 tháng 3: Piotr Trochowski, cầu thủ bóng đá Đức
- 24 tháng 3: Park Bom, ca sĩ Hàn
- 26 tháng 3: Marco Stier, cầu thủ bóng đá Đức
- 26 tháng 3: Felix Neureuther, vận động viên chạy ski Đức
- 27 tháng 3: Brett Holman, cầu thủ bóng đá Úc
- 28 tháng 3: Christopher Samba, cầu thủ bóng đá
- 29 tháng 3: Tschawdar Jankow, cầu thủ bóng đá Bulgaria
- 30 tháng 3: Benjamin Baltes, cầu thủ bóng đá Đức

### Tháng 4
- 2 tháng 4: Meryl Cassie, nữ Diễn viên New Zealand, nữ ca sĩ
- 8 tháng 4: Taran Noah Smith, Diễn viên Mĩ
- 9 tháng 4: Chung Gia Hân, nữ diễn viên người Canada gốc Hồng Kông
- 10 tháng 4: 
  - Mandy Moore, nữ ca sĩ nhạc pop,nữ diễn viên Mĩ
  - Thanh Thức, nam diễn viên người Việt Nam
- 15 tháng 4, Yến Trang, nữ ca sĩ người Việt Nam
- 17 tháng 4: Rosanna Davison, người mẫu Ireland
- 25 tháng 4: Xuân Hiếu, người dẫn chương trình Việt Nam
- 29 tháng 4: Huyền Chi, diễn viên lồng tiếng người Việt Nam

### Tháng 5
- 1 tháng 5: Miso Brecko, cầu thủ bóng đá Slovenia
- 1 tháng 5: Alexander Farnerud, cầu thủ bóng đá Thụy Điển
- 5 tháng 5: Alexander Laas, cầu thủ bóng đá Đức
- 10 tháng 5: Quỳnh Lam, diễn viên người Việt Nam
- 14 tháng 5: Michael Rensing, cầu thủ bóng đá Đức
- 22 tháng 5: Trương Thế Vinh, ca sĩ và diễn viên người Việt Nam
- 23 tháng 5: Adam Wylie, Diễn viên Mĩ
- 25 tháng 5: Mikkeline Kierkgaard, nữ vận động viên trượt băng nghệ thuật
- 26 tháng 5: Patrick Milchraum, cầu thủ bóng đá Đức
- 27 tháng 5: Karsten Fischer, cầu thủ bóng đá Đức
- 27 tháng 5: Filipe Oliveira, cầu thủ bóng đá Bồ Đào Nha
- 29 tháng 5: Carmelo Anthony, cầu thủ bóng rổ Mĩ

### Tháng 6
- 1 tháng 6: Stephane Sessegnon, cầu thủ bóng đá Benin
- 7 tháng 6: Marcel Schäfer, cầu thủ bóng đá Đức
- 9 tháng 6: Christina Beier, nữ vận động viên trượt băng nghệ thuật Đức
- 16 tháng 6: Rick Nash, vận động viên khúc côn cầu trên băng Canada
- 30 tháng 6: Fantasia Barrino, nữ ca sĩ Mĩ

### Tháng 7
- 1 tháng 7: Jaysuma Saidy Ndure, vận động viên điền kinh
- 16 tháng 7: Tuấn Tú, người dẫn chương trình Việt Nam
- 18 tháng 7: Kathrin Hölzl, nữ vận động viên chạy ski Đức
- 19 tháng 7: Diana Mocanu, nữ vận động viên thể thao Romania
- 25 tháng 7: Nguyên Khang, dẫn chương trình người Việt Nam
- 26 tháng 7: Khương Ngọc, diễn viên người Việt Nam
- 29 tháng 7: J. Madison Wright, nữ Diễn viên Mĩ

### Tháng 8
- 1 tháng 8: Bastian Schweinsteiger, cầu thủ bóng đá Đức
- 3 tháng 8: Sunil Chhetri, cầu thủ bóng đá người Ấn Độ
- 6 tháng 8: Hoàng Thiên Long, ca sĩ người Việt Nam
- 10 tháng 8: Nguyên Khôi, ca sĩ người Việt Nam
- 12 tháng 8: 
  - Sherone Simpson, nữ vận động viên điền kinh Jamaica, huy chương Thế Vận Hội
  - Marian Rivera, nữ ca sĩ, diễn viên người Philippines, vợ của diễn viên, nhà sản xuất phim Dingdong Dantes
  - Nguyệt Ánh, diễn viên người Việt Nam
- 13 tháng 8: Niko Kranjčar, cầu thủ bóng đá Croatia
- 17 tháng 8: Lê Hiếu, ca sĩ người Việt Nam
- 18 tháng 8: Robert Huth, cầu thủ bóng đá Đức
- 21 tháng 8: Alizée, nữ ca sĩ Pháp
- 23 tháng 8: Glen Johnson, cầu thủ bóng đá Anh
- 24 tháng 8: Phạm Quỳnh Anh, nữ ca sĩ người Việt Nam, thành viên cựu nhóm nhạc nữ Sắc Màu và H.A.T, vợ cũ của nhạc sĩ, đạo diễn phim Quang Huy
- 29 tháng 8: Christian Lell, cầu thủ bóng đá Đức

### Tháng 9
- 1 tháng 9: Lương Bích Hữu, nữ ca sĩ người Trung Quốc/Việt Nam, thành viên cựu nhóm nhạc nữ H.A.T
- 16 tháng 9: Katie Melua, nữ ca sĩ
- 19 tháng 9: Kevin Zegers, Diễn viên Canada
- 20 tháng 9: Brian Joubert, vận động viên trượt băng nghệ thuật
- 20 tháng 9: Alexandros Margaritis, đua xe
- 23 tháng 9: 
  - Jan-Ingwer Callsen-Bracker, cầu thủ bóng đá Đức
  - Thu Trang, diễn viên, nhà sản xuất phim người Việt Nam, vợ của diễn viên Tiến Luật
- 26 tháng 9: Hà Lê (Lê Vĩnh Hà), ca sĩ, người viết lời nhạc kiêm nhà sản xuất âm nhạc người Việt Nam
- 29 tháng 9: Per Mertesacker, cầu thủ bóng đá Đức

### Tháng 10
- 1 tháng 10: Erica Ellyson, người mẫu khỏa thân của Hoa Kỳ
- 2 tháng 10: Eldin Jakupović, cầu thủ bóng đá
- 3 tháng 10: Ashlee Simpson, nữ ca sĩ Mĩ, nữ Diễn viên
- 6 tháng 10: Hồng Đăng, nam diễn viên người Việt Nam
- 7 tháng 10: 
  - Ikuta Toma, diễn viên, thành viên của Johnny's Jr.
  - Vũ Thị Nguyệt Ánh, nữ vận động viên karatedo hàng đầu Việt Nam
- 10 tháng 10: Kuriyama Chiaki, nữ Diễn viên Nhật Bản
- 11 tháng 10: 
  - Ngọc Diệp, diễn viên người Việt Nam
  - Trương Lương Dĩnh, ca sĩ, nhà sản xuất âm nhạc người Trung Quốc
- 14 tháng 10: Claudia Rauschenbach, nữ vận động viên trượt băng nghệ thuật Đức
- 15 tháng 10: Ngọc Hân, ca sĩ người Việt Nam
- 18 tháng 10: Lindsey Kildow, nữ vận động viên chạy ski Mĩ
- 21 tháng 10: Nguyễn Hoàng Ngân, nữ vận động viên karatedo Việt Nam
- 25 tháng 10: Katy Perry, nữ ca sĩ, nhạc sĩ và giám khảo chương trình truyền hình người Mỹ
- 26 tháng 10: Sasha Cohen, vận động viên trượt băng nghệ thuật
- 27 tháng 10: Kelly Osbourne, nữ nhạc sĩ Anh

### Tháng 11
- 6 tháng 11: Danh Tùng, diễn viên và người dẫn chương trình Việt Nam
- 9 tháng 11: Delta Goodrem, nữ ca sĩ Úc
- 10 tháng 11: Dominik Höpfner, cầu thủ bóng chày Đức
- 12 tháng 11: Dara Park, nữ ca sĩ Hàn Quốc
- 18 tháng 11: François Bourque, vận động viên chạy ski Canada
- 21 tháng 11: Jena Malone, nữ Diễn viên Mỹ
- 22 tháng 11: Scarlett Johansson, nữ Diễn viên Mỹ
- 23 tháng 11: Lucas Grabeel, nam Diễn viên Mỹ
- 24 tháng 11: Maria Riesch, nữ vận động viên chạy ski Đức
- 25 tháng 11: Gaspard Ulliel, Diễn viên Pháp
- 26 tháng 11: Antonio Puerta, cầu thủ người Tây Ban Nha (mất 2007)
- 29 tháng 11: Đoàn Minh Tài, diễn viên người Việt Nam

### Tháng 12
- 8 tháng 12: Emma Green, nữ vận động viên điền kinh Thụy Điển
- 15 tháng 12: Véronique Mang, nữ vận động viên điền kinh Pháp
- 17 tháng 12: Hà Anh Tuấn, ca sĩ người Việt Nam
- 21 tháng 12: Minh Vương, ca sĩ kiêm nhạc sĩ người Việt Nam, thành viên cựu nhóm nhạc M4U
- 22 tháng 12: Basshunter, ca sĩ và DJ người Thụy Điển
- 23 tháng 12: Nguyễn Quỳnh Anh, vợ của hậu vệ Duy Mạnh
- 24 tháng 12: Wallace Spearmon, vận động viên điền kinh Mĩ
- 30 tháng 12: LeBron James, cầu thủ bóng rổ Mĩ
- 31 tháng 12: Demba Touré, cầu thủ bóng đá

## Mất
- 1 tháng 1: Paula Grogger, nhà văn nữ Áo (sinh 1892)
- 1 tháng 1: Alexis Korner, nhạc sĩ blues Anh (sinh 1928)
- 6 tháng 1: Hermann Engelhard, vận động viên điền kinh Đức (sinh 1903)
- 7 tháng 1: Alfred Kastler, nhà vật lý học Pháp (sinh 1902)
- 14 tháng 1: Paul Ben-Haim, nhà soạn nhạc Israel (sinh 1897)
- 14 tháng 1: Ray Kroc, người sáng lập McDonalds (sinh 1902)
- 18 tháng 1: Vassilis Tsitsanis, nam ca sĩ Hy Lạp, nhà soạn nhạc (sinh 1917)
- 18 tháng 1: Heinrich Gleißner, luật gia, chính trị gia Áo (sinh 1893)
- 18 tháng 1: Hans Constantin Paulssen, nhà tư bản công nghiệp Đức (sinh 1892)
- 19 tháng 1: Wolfgang Staudte, đạo diễn phim Đức (sinh 1906)
- 20 tháng 1: Johnny Weissmüller, vận động viên bơi lội Mĩ, Diễn viên (sinh 1904)
- 21 tháng 1: Jackie Wilson, ca sĩ (sinh 1934)
- 22 tháng 1: Anton Lamprecht, họa sĩ Đức (sinh 1901)
- 23 tháng 1: Samuel Gardner, nhà soạn nhạc Mĩ (sinh 1891)
- 28 tháng 1: Al Dexter, nhạc sĩ nhạc đồng quê Mĩ, nhà soạn nhạc (sinh 1905)
- 29 tháng 1: Max Güde, luật gia Đức, chính trị gia (sinh 1902)
- 29 tháng 1: Edzard Schaper, nhà văn Đức, dịch giả (sinh 1908)
- 30 tháng 1: Luke Kelly, nam ca sĩ Ireland (sinh 1940)
- 3 tháng 2: Hubert Ney, chính trị gia Đức (sinh 1892)
- 5 tháng 2: Manès Sperber, nhà văn, triết gia (sinh 1905)
- 6 tháng 2: Hildegard Bleyler, nữ chính trị gia Đức (sinh 1899)
- 12 tháng 2: Johannes Messner, nhà thần học Áo, chính trị gia (sinh 1891)
- 12 tháng 2: Ferry Dusika, tay đua xe đạp Áo (sinh 1908)
- 15 tháng 2: Ethel Merman, nữ Diễn viên Mĩ, nữ ca sĩ (sinh 1908)
- 18 tháng 2: Jakob Miltz, cầu thủ bóng đá Đức (sinh 1928)
- 19 tháng 2: Waldemar Bloch, nhà soạn nhạc Áo, nghệ sĩ dương cầm (sinh 1906)
- 21 tháng 2: Mikhail Aleksandrovich Sholokhov, nhà văn Nga (sinh 1905)
- 24 tháng 2: Helmut Schelsky, nhà xã hội học (sinh 1912)
- 3 tháng 3: Heinrich Kirchner, nhà điêu khắc Đức (sinh 1902)
- 5 tháng 3: William Powell, Diễn viên Mĩ (sinh 1892)
- 8 tháng 3: Klaus Schmid-Burgk, chính trị gia Đức, nghị sĩ quốc hội liên bang (sinh 1913)
- 12 tháng 3: Heinz Oskar Wuttig, nhà văn Đức, tác giả kịch bản (sinh 1907)
- 19 tháng 3: Garry Winogrand, nhiếp ảnh gia Mĩ (sinh 1928)
- 19 tháng 3: Nakanoshima Kin-ichi, nhà soạn nhạc Nhật Bản (sinh 1904)
- 23 tháng 3: Jean Prouvé, kiến trúc sư Pháp, nhà thiết kế (sinh 1901)
- 24 tháng 3: William Voltz, nhà văn Đức (sinh 1938)
- 24 tháng 3: Sam Jaffe, Diễn viên Mĩ (sinh 1891)
- 30 tháng 3: Karl Rahner, nhà thần học Công giáo (sinh 1904)
- 5 tháng 4: Herbert Fleischmann, Diễn viên (sinh 1925)
- 7 tháng 4: Vũ Bằng, nhà văn, nhà báo người Việt Nam (sinh 1913)
- 8 tháng 4: Pjotr Leonidowitsch Kapiza, nhà vật lý học Nga (sinh 1894)
- 9 tháng 4: Paul-Pierre Philippe, Hồng y Giáo chủ (sinh 1905)
- 10 tháng 4: Jakub Berman, chính khách Ba Lan (sinh 1901)
- 10 tháng 4: Willy Semmelrogge, Diễn viên Đức (sinh 1923)
- 11 tháng 4: Fritz Rotter, tác giả Áo, nhà soạn nhạc (sinh 1900)
- 17 tháng 4: Mark W. Clark, tướng Mĩ (sinh 1896)
- 18 tháng 4: Leopold Lindtberg, đạo diễn phim Áo (sinh 1902)
- 21 tháng 4: Marcel Janco, nghệ nhân Romania, nhà văn (sinh 1895)
- 22 tháng 4: Ansel Adams, nhiếp ảnh gia Mĩ (sinh 1902)
- 23 tháng 4: Juan Tizol, nhạc sĩ (sinh 1900)
- 5 tháng 5: Just Göbel, cầu thủ bóng đá Hà Lan (sinh 1891)
- 10 tháng 5: Joaquim Agostinho, tay đua xe đạp Bồ Đào Nha (sinh 1943)
- 11 tháng 5: Anton Turek, cầu thủ bóng đá Đức (sinh 1919)
- 13 tháng 5: Stanisław Ulam, nhà toán học Ba Lan (sinh 1909)
- 13 tháng 5: Julie Rösch, nữ chính trị gia Đức
- 16 tháng 5: Irwin Shaw, nhà văn Mĩ (sinh 1913)
- 26 tháng 5: Waldemar Grzimek, nhà điêu khắc Đức (sinh 1918)
- 2 tháng 6: François de Menthon, chính khách Pháp (sinh 1900)
- 4 tháng 6: Hans Kies, nhà điêu khắc Đức, chính trị gia (sinh 1910)
- 6 tháng 6: Ernst Schellenberg, chính trị gia Đức (sinh 1907)
- 8 tháng 6: Gordon Jacob, nhà soạn nhạc, người điều khiển dàn nhạc (sinh 1895)
- 11 tháng 6: Siegfried Balke, nhà hóa học Đức, manager, chính trị gia, bộ trưởng liên bang (sinh 1902)
- 11 tháng 6: Enrico Berlinguer, chính trị gia Ý (sinh 1922)
- 15 tháng 6: Edgar Jené, họa sĩ, nghệ sĩ tạo hình (sinh 1904)
- 18 tháng 6: Heinrich Wehking, chính trị gia Đức (sinh 1899)
- 22 tháng 6: Joseph Losey, đạo diễn phim Mĩ (sinh 1909)
- 22 tháng 6: Gerhard Frommel, nhà soạn nhạc Đức (sinh 1906)
- 25 tháng 6: Michel Foucault, triết gia Pháp (sinh 1926)
- 28 tháng 6: Norbert Kricke, nhà điêu khắc (sinh 1922)
- 30 tháng 6: Lillian Hellman, nhà văn nữ Mĩ (sinh 1905)
- 1 tháng 7: Moshé Feldenkrais, nhà vật lý học (sinh 1904)
- 2 tháng 7: Bedřich Fučík, nhà phê bình văn học Séc, dịch giả
- 3 tháng 7: Raoul Salan, tướng Pháp (sinh 1899)
- 4 tháng 7: Wolfgang Görg, nhiếp ảnh gia (sinh 1911)
- 8 tháng 7: Hugo Geiger, chính trị gia Đức (sinh 1901)
- 8 tháng 7: Franz Fühmann, nhà văn Đức (sinh 1922)
- 8 tháng 7: José Humberto Quintero Parra, Hồng y Giáo chủ (sinh 1902)
- 12 tháng 7: Franz Gurk, chính trị gia Đức (sinh 1898)
- 25 tháng 7: Big Mama Thornton, nữ ca sĩ nhạc blues Mĩ (sinh 1926)
- 27 tháng 7: James Mason, Diễn viên Anh (sinh 1909)
- 5 tháng 8: Richard Burton, Diễn viên Anh (sinh 1925)
- 5 tháng 8: Rudolf Hagelstange, nhà văn Đức (sinh 1912)
- 8 tháng 8: Werner Otto von Hentig, nhà ngoại giao (sinh 1886)
- 11 tháng 8: Marcel Balsa, đua ô tô Pháp (sinh 1909)
- 11 tháng 8: Percy Mayfield, nhạc sĩ blues Mĩ (sinh 1920)
- 13 tháng 8: Heribert Fischer-Geising, họa sĩ Đức (sinh 1896)
- 14 tháng 8: John Boynton Priestley, nhà văn Anh (sinh 1894)
- 16 tháng 8: György Kósa, nhà soạn nhạc Hungary (sinh 1897)
- 19 tháng 8: Louis Lansana Béavogui, cựu tổng thống của Guinée (sinh 1923)
- 21 tháng 8: Ewald Sprave, chính trị gia Đức (sinh 1902)
- 25 tháng 8: Rudolf Harms, nhà văn Đức (sinh 1901)
- 25 tháng 8: Truman Capote, nhà văn Mĩ (sinh 1924)
- 26 tháng 8: Lawrence Joseph Shehan, tổng giám mục của Baltimore, Hồng y Giáo chủ (sinh 1898)
- 29 tháng 8: Pierre Gemayel, chính trị gia (sinh 1905)
- 3 tháng 9: Jan Zábrana, nhà văn Séc, thi sĩ, dịch giả (sinh 1931)
- 6 tháng 9: Ernest Tubb, ca sĩ nhạc country Mĩ (sinh 1914)
- 7 tháng 9: Liam O'Flaherty, nhà văn Ireland (sinh 1896)
- 9 tháng 9: Yılmaz Güney, Diễn viên, đạo diễn phim (sinh 1937)
- 14 tháng 9: Janet Gaynor, nữ Diễn viên Mĩ (sinh 1906)
- 17 tháng 9: Richard Basehart, Diễn viên Mĩ (sinh 1914)
- 25 tháng 9: Walter Pidgeon, Diễn viên Canada (sinh 1897)
- 5 tháng 10: Hugo Kükelhaus, nhà văn Đức, nhà sư phạm, triết gia, nghệ nhân (sinh 1900)
- 6 tháng 10: George Gaylord Simpson, nhà sinh vật học Mĩ, nhà động vật học, nhà cổ sinh vật học (sinh 1902)
- 7 tháng 10: Hermann Schroeder, nhà soạn nhạc Đức (sinh 1904)
- 15 tháng 10: Paolo Marella, Hồng y Giáo chủ (sinh 1895)
- 20 tháng 10: Carl Ferdinand Cori, bác sĩ, Giải Nobel (sinh 1896)
- 20 tháng 10: Paul Dirac, nhà vật lý học Anh (sinh 1902)
- 21 tháng 10: François Truffaut, đạo diễn phim Pháp, Diễn viên, nhà sản xuất (sinh 1932)
- 21 tháng 10: Dalibor Vačkář, nhà soạn nhạc Séc (sinh 1906)
- 22 tháng 10: Harold L. Walters, nhà soạn nhạc Mĩ (sinh 1918)
- 22 tháng 10 - Hoa Phượng, soạn giả Cải lương (sinh 1933),
- 23 tháng 10: Oskar Werner, Diễn viên Áo (sinh 1922)
- 25 tháng 10: Pascale Ogier, nữ Diễn viên Pháp (sinh 1958)
- 31 tháng 10: Indira Gandhi, nữ chính trị gia Ấn Độ, cựu thủ tướng (sinh 1917)
- 9 tháng 11: Hans Petersson, nhà toán học Đức (sinh 1902)
- 11 tháng 11: Hans Reif, chính trị gia Đức (sinh 1899)
- 14 tháng 11: Alexander Hegarth, Diễn viên Đức (sinh 1921)
- 15 tháng 11: Hermann Dietzfelbinger, mục sư Đức, nhà thần học (sinh 1908)
- 17 tháng 11: Hans Kilb, luật gia Đức (sinh 1910)
- 17 tháng 11: Jan Novák, nhà soạn nhạc Séc (sinh 1921)
- 20 tháng 11: Trygve Bratteli, chính trị gia Na Uy (sinh 1910)
- 20 tháng 11: Kristian Djurhuus, chính trị gia (sinh 1895)
- 20 tháng 11: Alexander Moyzes, nhà soạn nhạc Slovakia (sinh 1906)
- 24 tháng 11: Paul Dahlke, Diễn viên Đức (sinh 1904)
- 25 tháng 11: Clara Asscher-Pinkhof, nhà nữ sư phạm Hà Lan, nhà văn nữ (sinh 1896)
- 25 tháng 11: Willibald Mücke, chính trị gia Đức (sinh 1904)
- 29 tháng 11: Gotthard Günther, triết gia Đức (sinh 1900)
- 8 tháng 12: Bruno Six, chính trị gia Đức (sinh 1906)
- 11 tháng 12: Pentti Hämäläinen, võ sĩ quyền Anh Phần Lan (sinh 1929)
- 13 tháng 12: Ngô Đình Thục, tổng giám mục Huế (sinh 1897)
- 14 tháng 12: Vicente Aleixandre, nhà thơ trữ tình Tây Ban Nha, Giải Nobel về văn học 1977 (sinh 1898)
- 18 tháng 12: Rudolf Platte, Diễn viên Đức (sinh 1904)
- 18 tháng 12: Gebhard Seelos, chính trị gia Đức (sinh 1901)
- 24 tháng 12: Ian Hendry, Diễn viên Anh (sinh 1931)
- 24 tháng 12: Peter Lawford, Diễn viên Anh (sinh 1923)
- 28 tháng 12: Sam Peckinpah, đạo diễn phim Mĩ (sinh 1925)
- 29 tháng 12: Erich Schmitt, họa sĩ biếm họa Đức (sinh 1924)

## Giải thưởng Nobel
- Hóa học - Robert Bruce Merrifield
- Văn học - Jaroslav Seifert
- Hòa bình - Desmond Mpilo Tutu
- Vật lý - Carlo Rubbia, Simon van der Meer
- Y học - Niels Kaj Jerne, Georges J.F. Köhler, César Milstein
- Kinh tế - Franco Modigliani